# René Hein
René Hein (* 1965 in Dresden) ist ein deutscher Politiker (AfD). Er war von 2019 bis 2024 Mitglied des Sächsischen Landtages.

## Leben und beruflicher Werdegang
Hein besuchte bis 1982 die polytechnische Oberschule und absolvierte im Anschluss bis 1984 eine Facharbeiterlehre zum Fahrzeugschlosser. Von 1986 bis 1988 arbeitete Hein als Berufskraftfahrer und leistete dann bis 1989 Grundwehrdienst in der NVA. Seit 1992 ist Hein als Inhaber einer Autowerkstatt und im Gebrauchtwagenhandel in Radebeul selbstständig tätig.
Hein wohnt in Radebeul, ist verheiratet und Vater von zwei Kindern.

## Politik
Bei der Landtagswahl in Sachsen 2019 kandidierte Hein im Wahlkreis Meißen 4 und zog für die AfD Sachsen über die Landesliste in den Sächsischen Landtag ein. Er war Sprecher für Jagd, Wald und Forst der AfD-Fraktion. Bei der Landtagswahl 2024 kandidierte er erneut im Wahlkreis Meißen 4 und auf der AfD-Landesliste, verfehlte jedoch den Wiedereinzug in den Landtag.
Hein setzte sich für eine höhere Wertschätzung der Jägerschaft bei ihrem Engagement für Natur und Umwelt ein. Er bezeichnete sich als „Klimaschutzskeptiker“, warnte vor einer nach seinen Worten „Klimahysterie“ und sah Kohle als wichtigen Energieträger an.